# Sekenenre Tao
Sekenenre Tao lub Ta’o, zwany Walecznym – faraon XVII dynastii tebańskiej, panujący w XVI w. p.n.e.
Syn Senachtenre Ahmose i królowej Tetiszeri. Panował prawdopodobnie w latach 1592–1556 p.n.e. lub 1558–1554 p.n.e., lub 1545–1540 p.n.e. Władał ośmioma nomami Górnego Egiptu od Elefantyny po Abydos. Jego Wielką Małżonką była Ahhotep I, ze związku z którą urodzili się jego synowie, Ahmose-Sipair oraz następcy: Kamose i Ahmose I. Uważany za władcę, który rozpoczął walki z Hyksosami, a tym samym zapoczątkował proces wyzwalania Dolnego Egiptu spod ich władzy. Został pochowany w Królewskiej Nekropoli w Dra Abu al Naga. W czasach rabunków królewskich nekropolii za Ramzesa IX, mumia władcy została przeniesiona do skrytki DB-320 w Deir el-Bahari. W 1886 roku Gaston Maspero, podczas badania mumii stwierdził, że co najmniej cztery rany na głowie mogły być śmiertelne. Zdaniem ówczesnych naukowców zadane rany wskazywały, że faraon zginął na polu bitwy, być może otoczony przez wrogów na pierwszym froncie bitwy. Jednakże w 2021 roku ogłoszono, że w wyniki badań przeprowadzonych przy pomocy tomografii komputerowej wskazują na inną przyczynę śmierci. Egipscy naukowcy doszli do wniosku, że faraon zginął w trakcie ceremonialnej egzekucji. Zdeformowane ramiona wskazują na to, że prawdopodobnie został ujęty i mocno skrępowany. Ręce z olbrzymią siłą związano mu na plecach. Obrażenia na głowie wskazują, że ciosy zadano mu bronią Hyksosów: toporami i sztyletami podobnymi do tych, które przechowywane są w muzeum w Kairze. Ustalono również, że w chwili śmierci faraon miał ok. 40 lat. Ciało króla zostało zabalsamowane pospiesznie (prawdopodobnie w miejscu śmierci), po czym przewiezione na miejsce pochówku w Tebach Zachodnich, w Dra Abu al-Naga. Mumię króla odnaleziono w skrytce DB-320 w Deir el-Bahari.
Córką Sekenenre Tao II i Ahmes-Inhapi była Ahmes-Henuttamehu.

## Tytulatura
| M23 · X1 | L2 · X1 |

| M23 · X1 | L2 · X1 |

| N5 | S29 | N29 | N35 · D40 · N35 |

| N5 | S29 | N29 | N35 · D40 · N35 |

| N5 | S29 | N29 | N35 · D40 · N35 |

| N5 | S29 | N29 | N35 · D40 · N35 |

| M23 · X1 | L2 · X1 |

| M23 · X1 | L2 · X1 |

| N5 | S29 | N29 | N35 · D40 · N35 |

| N5 | S29 | N29 | N35 · D40 · N35 |

| N5 | S29 | N29 | N35 · D40 · N35 |

| N5 | S29 | N29 | N35 · D40 · N35 |

| G39 | N5 |

| G39 | N5 |

| X1 · O47 · Z2 | O29 · D36 · Y1 |

| X1 · O47 · Z2 | O29 · D36 · Y1 |

| X1 · O47 · Z2 | O29 · D36 · Y1 |

| X1 · O47 · Z2 | O29 · D36 · Y1 |

| G39 | N5 |

| G39 | N5 |

| X1 · O47 · Z2 | O29 · D36 · Y1 |

| X1 · O47 · Z2 | O29 · D36 · Y1 |

| X1 · O47 · Z2 | O29 · D36 · Y1 |

| X1 · O47 · Z2 | O29 · D36 · Y1 |